# Cella polare

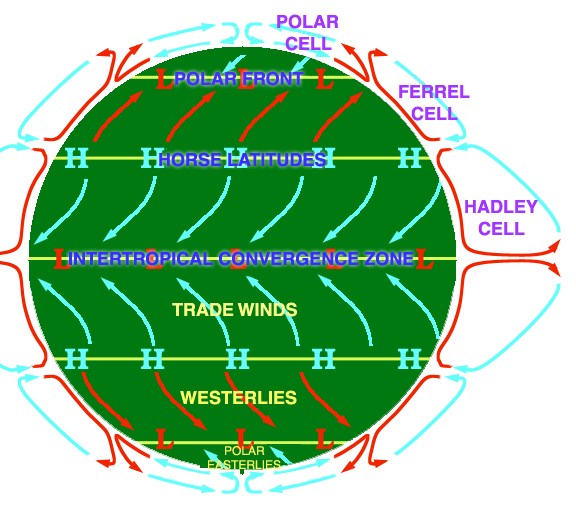
Le tre grandi celle della circolazione atmosferica con i relativi fronti di separazione.

La cella polare è un tipo di circolazione atmosferica presente nelle zone polari della Terra. Essa è caratterizzata da alta pressione al suolo, come conseguenza dell'aria più fredda presente in queste aree geografiche in virtù della minore insolazione. Il gradiente di pressione genera un flusso al suolo diretto verso latitudini più basse, e quindi al circolo polare. Qui l'aria fredda incontra la componente diretta verso nord del flusso atmosferico zonale della cella di Ferrel: fra le due celle si produce convergenza e ascesa di aria, generando zone a bassa pressione.
La cella polare fa parte del modello generale della circolazione proposto da George Hadley, che divide l'atmosfera in tre celle: quella polare, quella di Ferrel e la cella di Hadley.